# Miklós Radnóti
Miklós Radnóti (5 mei 1909 – tussen 6 en 10 november 1944) was een Hongaars dichter uit Boedapest die slachtoffer werd van de Holocaust. In zijn laatste jaren, waarin hij op een gewelddadige manier uitgestoten werd uit de Hongaarse maatschappij (omdat hij een Jood was), identificeerde hij zichzelf ironisch genoeg in zijn gedichten meer en meer als Hongaar. In zijn gedichten vermengen avant-garde en expressionistische uitdrukkingsvormen zich met een neo-klassieke stijl, waarvan zijn Eclogen een goed voorbeeld geven. Zijn romantische liefdespoëzie is ook het vermelden waard. Hij vertaalde ook gedichten van diverse klassieke en moderne dichters.
Begin veertiger jaren moest hij, omdat hij Jood was, in de arbeidsdienst. Hij werd met een ongewapend ondersteuningsbataljon naar het Oekraïense front gestuurd. In mei 1944 trokken de verslagen Hongaren zich terug en werd Radnóti's werkbataljon tewerkgesteld in de kopermijn van Bor, in Servië. In augustus 1944 zorgde de opmars van Tito ervoor dat Radnóti’s groep van 3200 Hongaarse Joden per geforceerde mars naar Centraal Hongarije werd gedreven, waar slechts weinigen levend aankwamen. Ook Radnóti overleefde deze mars niet. Gedurende deze laatste maanden van zijn leven bleef hij gedichten schrijven in een klein notitieboekje dat hij bij zich droeg. Volgens getuigen werd hij begin november 1944 door een dronken militieman ernstig mishandeld met een ‘abroncs’ (de metalen strip waarmee een houten wiel wordt beschermd), wegens “gekrabbel”. Te zwak om verder te lopen werd hij neergeschoten. Zijn lichaam verdween in een massagraf in het dorpje Abda in Noordwest Hongarije. Na 18 maanden werd zijn lichaam opgegraven. In de zak van zijn jas vond zijn vrouw het notitieboekje met daarin zijn laatste gedichten. Deze gedichten zijn lyrisch en poignant en vertegenwoordigen die paar werken die gemaakt werden tijdens de Holocaust en overgeleverd werden.
In 2007 verscheen Neither memory nor magic, een documentaire over het leven van Miklós Radnóti gemaakt door M30A Films.

## Werken
- Tajtékos Ég: Versek, Révai (1946)
- Het schriftje uit Bor (Bori Notesz), Magyar Helikon (1970), in het Nederlands vertaald door Arjaan van Nimwegen en Orsolya Réthelyi, met een nawoord door Arnon Grunberg, uitg. Van Oorschot (2021)